# Ernst and the Edsholm Rebels
Ernst And The Edsholm Rebels - E.A.T.E.R. är ett svenskt hardcorepunkband.

## Historia
1982 - 1989
Bandet bildades 1982 i Grums/Kil av Gröten - gitarr och sång, Brännström - bas, Pelle - trummor och Hasse - sång. Denna sättning spelade in Chaos Cassette Vol. 1 som släpptes hösten 1982. Under inspelningen av första EP:n Doomsday Troops ersattes Hasse av Micke på sång. EP:n släpptes i januari 1984. Doomsday Troops är idag en eftertraktad skiva bland samlare och räknas idag till en av de klassiska svenska råpunkskivorna som släpptes 1982-1984. Andra band som gav ut skivor i den tidseran är bl.a. Asta Kask, Anti Cimex, Mob 47 m.fl. 
1984 spelade E.A.T.E.R. in sin andra EP Abort the System. Skivan släpptes dock aldrig, men två av de inspelade låtarna återfinns på samlingsskivan Empty Skulls Vol 2.
Vid den här tidpunkten upplöstes bandet efter oerhörd turbulens. Bandet återförenades 1985 med nya medlemmarna Snake på bas och Jerker på trummor. En del spelningar gjordes med denna sättning. 1986 återförenades bandet än en gång med Pelle tillbaka på trummorna, då man bl.a. gjorde en europaturné. Bandet upplöstes slutligen 1989.
2010 - 2017

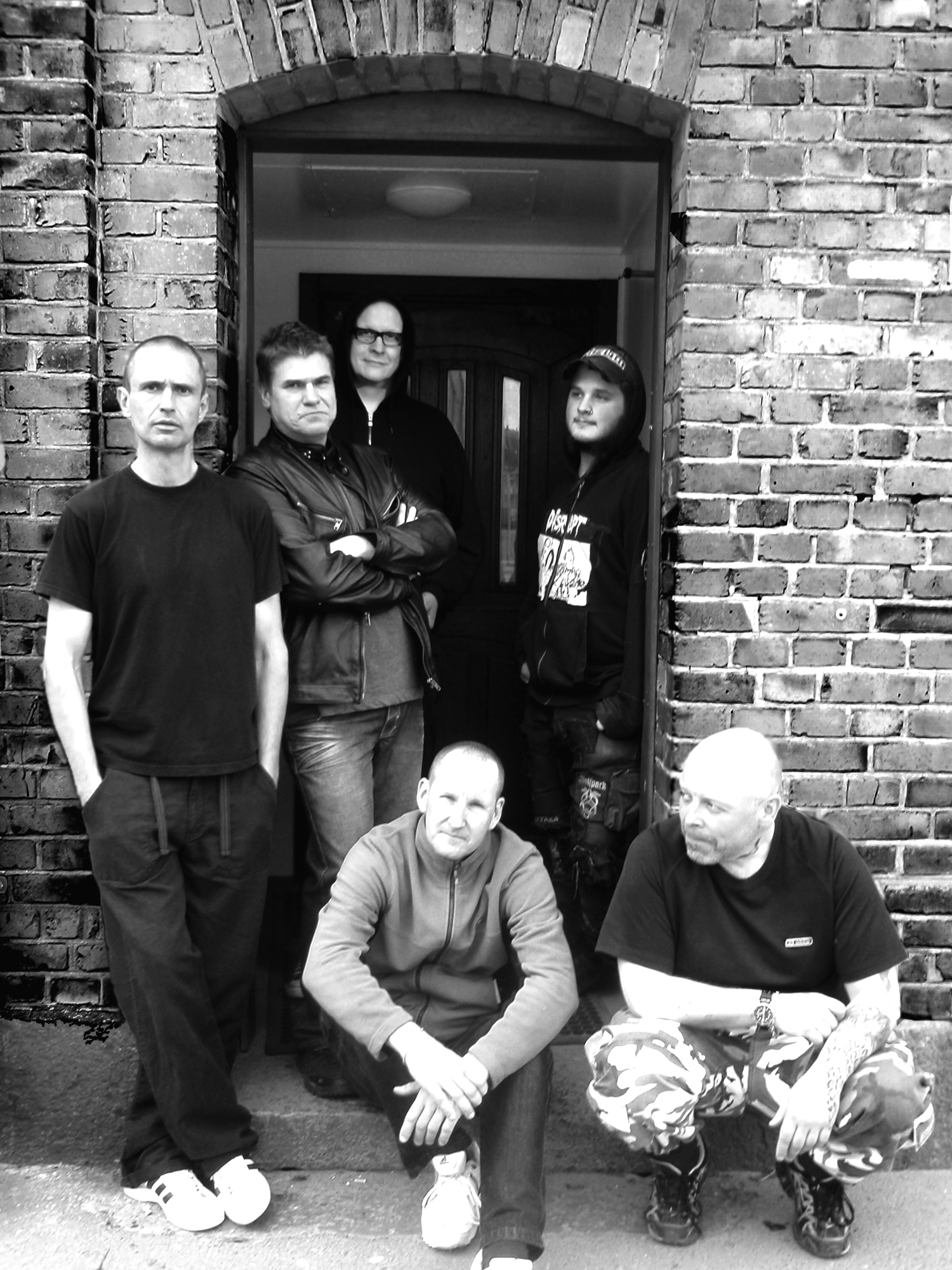
E.A.T.E.R. sommaren 2010.

Bandet återförenades våren 2010 med en ny trumslagare, Emil Edman och ny på gitarr var Åke Källback. Nytt var också att bandet hade två sångare, Hasse och Micke, de båda originalsångarna. Den 12 juni spelade bandet på Punk Illegal och det var E.A.T.E.R.s första spelning på 24 år. Under sommaren 2010 spelade bandet bl.a. med det klassiska punkbandet från Kristinehamn, SKÄMS. I slutet av september spelade bandet in en ny singel med fem nyskrivna låtar. Skivan gavs ut på vinyl i december samma år och fick namnet If Nothing's Right... Go Left! EP. Skivan släpptes i 500 exemplar med ett de-luxe-vikutomslag och splatterfärgad vinyl. 
I oktober gav Distortion Records, ett systerskivbolag till Dolores Recordings, ut en samlingsskiva med E.A.T.E.R. på vinyl, en begränsad upplaga av 300 exemplar i genomskinlig vinyl. Skivan innehåller så gott som alla inspelningar som bandet gjorde under åttiotalet. Skivan heter System Failure... Abort and Retry!
E.A.T.E.R. turnerade i USA under 2011 och i Japan under 2013. 2015 släppte bandet CD:n Projectiles for the People EP. Bandet bestämmer sig för att lägga ner all verksamhet i januari 2017 efter två år av inaktivitet.  
2020 -
E.A.T.E.R. återbildas av Gröten och Micke samt de nya medlemmarna Ludvig Kramenius och Kalle Wejrum Fielding, och släpper fullängdaren A Momentary Relapse for No Reason.
2022 Släpper E.A.T.E.R. EP:n Belief without Knowledge and Blurred Vision.

## Diskografi

### Ernst Records
Belief without Knowledge and Blurred Vision (EP, Ernst Records) 2022
A Momentary Relapse for No Reason (CD Album, Ernst Records, ERNST004) 2020
Projectiles for the People EP (CD EP, Ernst Records, ERNST003) 2015
If Nothing's Right...Go Left EP (7” EP, Ernst Records, ERNST002) 2010
Doomsday Troops EP (7” EP, Ernst Records, ERNST001) 1984 

### Andra labels
Free Music for Free People (CD, Helvetet Records, HEL042) Compilation Peru 2019 
Projectiles for the People CS (Cassette, Voice from Inside Records) Ukraine 2016
Doomsday Troops EP (7” EP, Loud Punk Records, LOUD 25) Remastered Reissue US 2013
Abort the System EP (7” EP, HARDCORE SURVIVES, HCS-040) Japan 2013
Doomsday Troops EP (7” EP, HARDCORE SURVIVES, HCS-039) Reissue Japan 2013
System Failure...Abort and Retry (LP, Distortion Records, DISTLP71) Compilation Sweden 2010
Live at AJZ, Bielefeld, Germany (Cassette & VHS) "Official Bootleg" 1986
Chaos cassette (Cassette split w/Incharge, CHAOS001) 1983
+ flera demos.
Bootlegs
The Doomsday Division (CD, Absolut Records) Compilation Bootleg 2007
Live at Ultrahuset 1984 (CD, EATERCD1) Live Bootleg
E.A.T.E.R (CDr EP) Bootleg, Sweden
Live - Bielefeld (Cassette, Tapes With Danger, TWD 008) Bootleg, Sweden

### V/A-compilations
Hälsningar från Värmland (Cassette, Esox Lucius Tapes 037) 2022 
Turist i tillvaron vol. 1 (LP, Turist i tillvaron, TIT1102) 2011
Hoten från underjorden vol 6 (Cassette, Esox Lucius Tapes) 2011
UR Anti Apathy Comp - Fuck Sheeple & Fuck Profits (free download) 2011
Ghettoblaster From Hell Vol. 2 (Cassette, Skippers Corner – 2011/5) 2011
Global Unity Musik II (CD, Riot Ska Records – RSR 015) Bootleg, UK 2011
Let´s start a Riot...vol .2...in Sweden! (2x7” Pelea Records, PEL007) Bootleg, Reissue Peru 2005
Hardcore Elitserien vol. 3 (LP) Bootleg, Japan 2002
Killed by Hardcore vol. 2 (LP, Redrum Records [KBD]) Bootleg 2002
Really Fast vol. 1,2,3 (2xCD, Really Fast Records, Really Fast 23) Reissue 2000
World Class Punk (CD, ROIR, RUSCD8243) Reissue, US 1998
Let´s start a Riot...vol .2...in Sweden! (2x7” Riot Records, RR002) Bootleg 1998
The Core of Sweden 81-96 (Cassette, TSR Cintas/Czerwony Diabełek/MRHC) Bootleg, Poland 1997
Varning för punk vol. 2 (CD, Distortion Records/Ägg Tapes & Records, DISTCD10) 1994
Empty Skulls vol. 2 - The Wound Deepens (LP, Fartblossom Enterprizes, FBE-008) US 1986
Total rundgång vol. 1 (Cassette, Rundgång Records, RUN 001) 1986
World Class Punk (Cassette, ROIR, A-131) US 1984
Förnekad existens (Cassette, Boztik Tapes. 001) 1984
Youthansia - Swedish Punktape (Cassette, P.Produktion Pack) 1984
Alternativ folkmusik (Cassette, PAS-83 Productions - 002) Sweden 1983/1984
Direkt Action vol.1 (Cassette, Micke Petersson) 1983
Really Fast Records vol. 1 (LP, Really Fast Records, RF-1) 1983
Raped Ass vol. 2 (Cassette, Ägg Tapes & Records, ÄGG-3) 1983
Kloak skål vol. 2 (Cassette, Kloakens AAS) 1983
Varning för punk 2 (Cassette, Pack Produktion, Warning 002) 1983 
Crash Mag Tape.001 (Cassette, C.M.T. - 46) 
Scandinavian Lawbreaker (Cassette, Capt.Hock Tapes - 03) Bootleg, Germany 
Grumspunk 80-82 (CDr) Bootleg, Sweden  
Songs of Sweden (Cassette) Bootleg, Germany 
Skandinavian Hard-Core (Cassette), Bootleg, Norway 